# The Flaming Lips and Heady Fwends
The Flaming Lips and Heady Fwends es un álbum de estudio de la banda estadounidense de rock The Flaming Lips que cuenta con colaboraciones de otros artistas. Las sesiones de grabación tuvieron lugar entre 2011 y 2012 y el disco se publicó en una edición limitada para el Record Store Day el 21 de abril de 2012 en vinilo y en CD y formato digital el 26 de junio de ese mismo año. Cuatro de las canciones del disco ya se habían publicado anteriormente en distintos EP colaborativos en 2011.

## Trasfondo
Después de su último álbum de larga duración de 2009, Embryonic, la banda publicó varios EP con otros artistas y bandas como Neon Indian, Lightning Bolt, Prefuse 73 y Yoko Ono. Cuatro de las pistas de estos EP aparecen en el disco. Las otras siete canciones se grabaron en distintos lugares y son inéditos del LP. Para las ediciones en CD y digital se omite la canción "I Don't Want You to Die" grabada con Chris Martin, pero incluye una pista exclusiva con Aaron Behrens de Ghostland Observatory, titulada "Tasered and Maced".
La versión con Erykah Badu de la canción de Ewan MacColl "The First Time Ever I Saw Your Face" fue después de la insistencia del líder de la banda, quien finalmente convenció a la artista para participar en la canción de 1957. Otras de las colaboraciones fueron iniciativas de otros artistas, como el caso de Kesha, quien ya había expresado con anterioridad su interés en colaborar con The Flaming Lips cuando visitó la ciudad natal de la banda, Oklahoma City. La canción en cuestión, "2012 (You Must Be Upgraded)", se grabó en el estudio de la casa de Kesha en Nashville.

## Recepción
El álbum recibió, en general, buenas críticas. Pitchfork Media comentó sobre la gran variedad de colaboraciones; artistas mainstream como Kesha o Chris Martin de Coldplay junto a banda más experimentales como Lightning Bolt y Prefuse 73. A pesar de la disparidad de artistas, Pitchfork dijo que "esta tela de retales desfragmentado de canciones sorprendentemente se sostiene perfectamente de principio a fin". Le otorgaron una puntuación de 8,2 de 10. Entertainment Weekly le otorgó una valoración A, la más alta. La revista Spin fue menos halagadora y le concedió 6 de diez, añadiendo que los otros artistas eran como "globetrotters en la Isla LSD de Gilligan". La revista Clash comentó que los numerosos artistas invitados afecta a la usual excentricidad de la banda y que curiosamente lo convierte en el trabajo más accesible de la banda desde Yoshimi...."

## Lista de canciones
| CD y edición digital |                                                                    |                                                 |          |  |
| N.º                  | Título                                                             | Artista invitado                                | Duración |  |
| 1.                   | «2012 (You Must Be Upgraded)»                                      | Kesha, Biz Markie & Hour of the Time Majesty 12 | 4:09     |  |
| 2.                   | «Ashes in the Air»                                                 | Bon Iver                                        | 6:13     |  |
| 3.                   | «Helping the Retarded to Know God»                                 | Edward Sharpe and the Magnetic Zeros            | 7:03     |  |
| 4.                   | «Supermoon Made Me Want to Pee»                                    | Prefuse 73                                      | 3:17     |  |
| 5.                   | «Children of the Moon»                                             | Tame Impala                                     | 5:32     |  |
| 6.                   | «That Ain't My Trip»                                               | Jim James de My Morning Jacket                  | 3:47     |  |
| 7.                   | «You, Man? Human???»                                               | Nick Cave                                       | 3:34     |  |
| 8.                   | «I'm Working at NASA on Acid»                                      | Lightning Bolt                                  | 7:59     |  |
| 9.                   | «Do It!»                                                           | Yoko Ono/Plastic Ono Band                       | 3:28     |  |
| 10.                  | «Is David Bowie Dying?»                                            | Neon Indian                                     | 6:36     |  |
| 11.                  | «The First Time Ever I Saw Your Face» (compuesta por Ewan MacColl) | Erykah Badu                                     | 10:04    |  |
| 12.                  | «Girl, You're So Weird»                                            | New Fumes                                       | 3:21     |  |
| 13.                  | «Tasered and Maced»                                                | Aaron Behrens de Ghostland Observatory          | 2:43     |  |

## Versión vinilo
| Cara 1 |                                    |                                                 |          |  |
| N.º    | Título                             | Artista invitado                                | Duración |  |
| 1.     | «2012 (You Must Be Upgraded)»      | Kesha, Biz Markie & Hour of the Time Majesty 12 | 4:09     |  |
| 2.     | «Ashes in the Air»                 | Bon Iver                                        | 6:13     |  |
| 3.     | «Helping the Retarded to Know God» | Edward Sharpe and the Magnetic Zeros            | 7:03     |  |

| Cara 2 |                                 |                                |          |  |
| N.º    | Título                          | Artista invitado               | Duración |  |
| 4.     | «Supermoon Made Me Want to Pee» | Prefuse 73                     | 3:17     |  |
| 5.     | «Children of the Moon»          | Tame Impala                    | 5:32     |  |
| 6.     | «That Ain't My Trip»            | Jim James de My Morning Jacket | 3:47     |  |
| 7.     | «You, Man? Human???»            | Nick Cave                      | 3:34     |  |

| Cara 3 |                               |                           |          |  |
| N.º    | Título                        | Artista invitado          | Duración |  |
| 8.     | «I'm Working at NASA on Acid» | Lightning Bolt            | 7:59     |  |
| 9.     | «Do It!»                      | Yoko Ono/Plastic Ono Band | 3:28     |  |
| 10.    | «Is David Bowie Dying?»       | Neon Indian               | 6:36     |  |

| Artista invitado |                                                                    |              |          |  |
| N.º              | Título                                                             | Featuring    | Duración |  |
| 11.              | «The First Time Ever I Saw Your Face» (compuesta por Ewan MacColl) | Erykah Badu  | 10:04    |  |
| 12.              | «Girl, You're So Weird»                                            | New Fumes    | 3:21     |  |
| 13.              | «I Don't Want You to Die»                                          | Chris Martin | 4:09     |  |